# Volby prezidenta Republiky Slovinsko 1992
Volby prezidenta Republiky Slovinsko se konaly 6. prosince 1992. V prvním kole byl zvolen dosavadní předseda Předsednictva Milan Kučan.

## Volební výsledky
| Kandidát              | Procenta |
| --------------------- | -------- |
| Milan Kučan           | 63,8 %   |
| Ivan Bizjak           | 21,2 %   |
| Jelko Kacin           | 7,2 %    |
| Stanko Buser          | 1,9 %    |
| Darja Lavtižar-Bebler | 1,8 %    |
| Alenka Žagar-Slana    | 1,7 %    |
| Ljubo Sirc            | 1,4 %    |
| France Tomšič         | 0,6 %    |